# Trzęsienie ziemi w Ardabilu (893)
Trzęsienie ziemi w Ardabil – trzęsienie ziemi, które rzekomo miało miejsce w Ardabilu (obecnie Iran) w marcu 893 roku. W jego skutku zginęło rzekomo ponad 150 000 osób.

## Trzęsienie ziemi
Według źródeł klasycznych, w dniu 23 marca 893 roku w Ardabil w Iranie doszło do silnego trzęsienia ziemi. Siła trzęsienia ziemi jest nieznana. Wstrząsy wyrządziły wiele zniszczeń. Na skutek kataklizmu zginęło 150 000 osób.
Współczesne źródła sugerują jednak, że to wydarzenie nigdy nie miało miejsca, i jest wynikiem błędnej interpretacji źródeł dotyczących t‪rzęsieni‬a‪ ziemi w Dwin, ‬które‪ ‬miało‪ miejsce w grudniu ‬tegoż‪ 893 roku.